# سولوين
سولوين (Soluene)، هو مركب كيميائي يُستخدم في إذابة المواد العضوية (مُذيب للأنسجة).سولوين هو قاعدة عضوية مُركبة باستخدام التولوين.“سولوين” هو الاسم التجاري الذي تستخدمه شركة بيركن-إلمرلمنتجها هذا.
يُعرف سولوين بقدرته على إذابة العديد من المواد العضوية الصعبة مثل الشعر، وذلك من خلال عملية التحلل القلوي (التحلل في وسط قلوي).حيثما أمكن، يتم استبدال سولوين بمذيبات مائية بديلة أكثر أمانًا.